# لغة أدبية
اللغة الأدبية (بالإنجليزية: Literary language)‏ هي شكل من أشكال اللغة المستخدمة في الكتابة الأدبية. من الممكن أن تكون لهجة غير قياسية أو تنوعًا ممعيرًا من اللغات، قد تختلف في بعض الأحيان عن اللهجات المحكية المتعددة بصورة ملحوظة، لكن يكون حجم الفرق بين الصيغ الأدبية وغير الأدبية في بعض اللغات أكبر من غيرها، وقتما يوجد تباين كبير بين الشكل المكتوب واللغة المحلية المحكية، يُقال عن اللغة أنها تُبدي ازدواجية لغوية.
يختلف فهم المصطلح من نمط لغوي لآخر، ويعتمد ذلك على مواثيق الاصطلاحات المتُّبعة. على نحو لافت، في اللغويات الأوروبية الشرقية والسلافية، استُخدم مصطلح «لغة أدبية» كمرادف لمصطلح «لغة ممعيرة».
هناك مفهوم ذو صلة أيضًا، وهو الكتابة الشعائرية الدينية، أي اللغة أو الصيغة اللغوية المستخدمة في كتابة النصوص الشعائرية لبعض الديانات.

## الإنجليزية الأدبية
لمعظم تاريخها، كانت اللغة الإنجليزية تميز بين اللغة الأدبية الراقية والأسلوب العامي، بعد غزو النورمان لإنجلترا، على سبيل الذكر، حلت اللاتينية والفرنسية محل اللغة الإنجليزية بصفة لغات رسمية وأدبية، ولم تنشأ الإنجليزية الأدبية الممعيرة حتى نهاية العصور الوسطى. ومذ ذاك الوقت وصولًا إلى عصر النهضة، كان تطبيق التنميق (إدخال مصطلحات من لغات كلاسيكية، غالبًا عبر الشعر) جزءًا مهمًا من عملية استصلاح حالة اللغة الإنجليزية، وأصبحت العديد من مصطلحات اللمع التاريخية جزءًا من عموم الاستخدام الشائع الآن، لم تعد الإنجليزية الحديثة تمارس التمييز نفسه تقريبًا بين الكتابة الأدبية والعامية.
استُخدمت الإنجليزية لغةً أدبيةً في الدول التي كانت جزءًا من الإمبراطورية البريطانية فيما سبق، في الهند مثلًا مازالت مستخدمة حتى اليوم، وبقيت اللغة الرسمية في ماليزيا ونيجيريا منذ بدايات القرن العشرين.

## لغات أخرى

### العربية
اللغة العربية الفصحى الحديثة هي التدوين الأدبي المعاصر للغة العربية الفصحى الكلاسيكية المستخدم في الكتابة عبر كل الدول الناطقة بالعربية وأي هيئة حكومية تستخدم العربية لغةً رسمية. يميز العديد من الباحثين الغربيين بين صنفين: اللغة العربية الفصحى الكلاسيكية المستخدمة في القرآن وأوائل الأدب الإسلامي (بين القرنين السابع والتاسع الميلاديين)؛ والعربية الفصحى الحديثة (إم إس إيه)، التي هي قيد الاستخدام اليوم. اللغة الفصحى الحديثة مبنية على الفصحى الكلاسيكية على نحو وثيق، ويعتبر الكثير من العرب أن الصنفين تدوينان للغة ذاتها. اللغة العربية الأدبية أو العربية الفصحى الكلاسيكية هي اللغة الرسمية لكل الدول العربية وصيغة اللغة الوحيدة التي تُدرس في كافة المستويات الدراسية.
يقدم الوضع الاجتماعي اللغوي للغة العربية في الأزمنة الحديثة مثالًا ممتازًا على الظاهرة المعروفة بالازدواجية اللغوية، استخدام صنفين مستقلين من اللغة نفسها، عادةً في سياق اجتماعي مختلف. يُجيد المثقفون الناطقون بالعربية استخدام العربية الفصحى الحديثة في المواقف الرسمية في العادة. تُيسر هذه الحالة من ازدواجية اللغة عملية التناوب اللغوي حيث يبدل المتحدث جيئة وذهابًا بين صنفين من اللغة، وفي الجملة نفسها أحيانًا. في الحالات التي ينخرط فيها متحدثون بالعربية ذوي تعليم عالٍ لكنهم من جنسيات مختلفة في محادثة ويجدون أن لهجاتهم غير مفهومة بالنسبة للطرفين (عندما يتكلم مغربي مع كويتي مثلًا)، يستطيعون حينها التبديل إلى العربية الفصحى الحديثة لتحقيق التواصل.

### الآرامية
كانت اللغة الآرامية في حالة ازدواجية لغوية لمعظم تاريخها، إذ كان العديد من المعايير الأدبية المختلفة بمثابة لغات شعائرية «عالية»، من بينها اللغة السريانية، والآرامية الفلسطينية اليهودية، والآرامية البابلية اليهودية، والآرامية السامرية، واللغة المندائية، بينما كانت اللغات الآرامية الحديثة العامية بمثابة لغة محكية يستخدمها عامة الناس مثل الآرامية الشمالية الشرقية النهرينية (الآرامية الآشورية الحديثة، والآرامية البوتانية الحديثة، والآرامية الكلدانية الحديثة، وآرامية سورث هرتفين، وآرامية سورث كوي سنجق، وآرامية سينايا)، والمندائية الحديثة، ولغة هولاولا، وليشانا ديني، وليشان ديدان، والآرامية الحديثة اليهودية البيتانورية، والآرامية الحديثة البرزانية.

### الأرمنية
كانت اللغة الأرمنية في حالة ازدواجية لغوية لمعظم تاريخها، إذ كانت اللغة الأرمنية الكلاسيكية بمثابة معيار أدبي «عالٍ» ولغة شعائرية، بينما كانت اللهجات الأرمنية الغربية والشرقية بمثابة لغة عامية للشعب الأرمني. خضعت الأرمنية الشرقية والغربية في النهاية إلى المعيرة في صيغها الأدبية الخاصة.

### البنغالية
للبنغالية المعيارية صيغتان:
- شوتروبهاشا: وهي المعيار العامي المبني على النطق النخبوي لمدينة كلكتا.
- شادهوبهاشا: وهي المعيار الأدبي، الذي يوظف مفردات أكثر سنسكريتية وبادئات ولاحقات أطول.

من الناحية القواعدية، كلا الصيغتان متطابقتان، لكن الشكل مختلف، في تصريف الأفعال مثلًا، ومن السهل تحويل واحدتهما إلى الأخرى. مع ذلك، المفردات مختلفة إلى حد ما بينهما ويجب تعلمهما كل على حدة. نرى في أعمال روبندرونات طاغور أمثلة على كل من الشادهوبهاشا (خصوصًا في أعماله الأولى) والشوتروبهاشا (خصوصُا في أعماله الأخيرة). كُتب النشيد الوطني الهندي في الأصل بصيغة شادهوبهاشا البنغالية.

### الفارسية
استُخدمت اللغة الفارسية أو الفارسية الجديدة بصورة مستمرة كلغة أدبية في مناطق رئيسية من غرب آسيا، والقوقاز، ووسط آسيا وجنوبها، ماتزال اللغة المكتوبة اليوم في جوهرها هي اللغة ذاتها التي استخدمها أبو القاسم الفردوسي بغض النظر عن اللهجات العامية والصيغ المتعددة، لقرون عديدة كان متوقعًا من أفراد الطبقة المثقفة من البوسفور حتى خليج بنغال أن يعرفوا بعض الفارسية، لقد كانت ذات مرة لغة الثقافة (خصوصًا الشعر)، من البلقان إلى هضبة الدكن، مؤديةً وظيفة لغة تواصل مشترك. حتى نهاية القرن الثامن عشر، كانت الفارسية اللغة الأدبية المهيمنة على نخبة جورجيا. كانت المركبة الأساسية الثانية بعد العربية في نقل الثقافة الإسلامية ولها مكانة بارزة في الصوفية تحديدًا.